# Йохо (национальный парк)
Йохо (англ. Yoho National Park) — национальный парк в Канаде. Образован в 1886 году в Британской Колумбии в Скалистых горах на границе Великого водораздела западнее от провинции Альберта. Название парк получил от возгласа индейцев племени кри, что в переводе означает «изумление» или «благоговение».
На востоке Йохо граничит с национальным парком Банф, на юге — с национальным парком Кутеней. С ними, а также с национальным парком Джаспер и тремя провинциальными парками Маунт-Робсон, Маунт-Эссинибойн и Хамбер, образует объект Всемирного наследия ЮНЕСКО Парки Канадских Скалистых гор. Площадь Йохо — 1313 км², наименьшая из этих четырёх национальных парков. Администрация национального парка и туристический центр расположены в поселении Филд.

## Геология
Канадские Скалистые горы состоят из осадочных пород с многочисленными залежами окаменелостей. В частности, сланцы Бёрджесс в национальном парке Йохо являются одними из самых богатых в мире скоплений редких окаменелостей. Сланцы были открыты в 1909 году Чарльзом Дулиттлом Уолкоттом. В юго-восточной части парка находится магматический интрузив, содержащий залежи содалита.
Парк расположен в гористой местности с большим перепадом высот, поэтому на его территории располагается множество гор, озёр, рек, водопадов и пещер.

### Горы
- Гора Гудсир — 3,567 м.
- Гора Во — 3,310 м.
- Пик Канцлер — 3,266 м.
- Гора Стивен — 3,206 м.
- Гора Балфур — 3,272 м.
- Гора Президент — 3,138 м.
- Гора Вице-Президент — 3,077 м.
- Гора Бёрджесс — 2,599 м.

### Водопады
- Такакко — общая высота водопада составляет 381,1 м, что делает его вторым по высоте водопадом в Канаде.[6] Высота непрерывного падения водопада составляет 254 м.
- Водопад Вапта — самый крупный водопад перевала Кикинг-Хорс высотой около 30 м. и шириной 150 м. Его средний расход может достигать 254 кубических метров в секунду[7].

## Фауна
На территории национального парка зарегистрировано 58 видов млекопитающих и не менее 224 видов птиц. Широко распространены макензийский равнинный волк, койот, американский барсук, чернохвостый олень, снежная коза, золотистый суслик, седой сурок, росомаха, восточная пума, американская пищуха, канадская рысь, гризли, барибал, охристый колибри и др.

## Климат
Погода в парке изменчива. Количество осадков в парке увеличивается с высотой над уровнем моря. С ноября по апрель средняя температура составляет от 5 до −15 °C, хотя может колебаться от 10 до −35 °C. Наиболее холодная погода обычно наблюдается в период с декабря по февраль. Летом средняя температура составляет 12,5 °C. На высоте более 1500 м над уровнем моря в летнее время возможны снегопады и заморозки.